# Plecia buruensis
Plecia buruensis är en tvåvingeart som beskrevs av Edwards 1926. Plecia buruensis ingår i släktet Plecia och familjen hårmyggor. Inga underarter finns listade i Catalogue of Life.